# Redmond (Utah)
Pour les articles homonymes, voir Redmond.
Redmond est une municipalité américaine située dans le comté de Sevier en Utah.
Lors du recensement de 2010, sa population est de 730 habitants. La municipalité s'étend sur 0,98 mille carré (2,54 km2).
Redmond est fondée en 1875. Elle doit son nom aux buttes rouges (en anglais : red mounds) situées à l'ouest du bourg,.